# 오쿠노시마 독가스 자료관
오쿠노시마 독가스 자료관(일본어: 大久野島毒ガス資料館 오쿠노시마도쿠가스시료칸[*])은 일본 히로시마현 다케하라시 오쿠노시마에 있는 독가스에 관한 박물관이다.